# Вернер-Карл Шульц
Вернер-Карл Шульц (нім. Werner-Karl Schulz; 25 жовтня 1910, Фюрстенвальде — 21 листопада 1960, Вільгельмсгафен) — німецький офіцер-підводник, корветтен-капітан крігсмаріне.

## Біографія
1 квітня 1928 року вступив на флот. З січня 1939 року — командир дослідного корабля «Штертебекер», з липня 1940 року — торпедолова TF7. З 30 червня по 22 вересня 1941 року пройшов курс підводника. З 25 жовтня 1941 по 20 грудня 1942 року — командир підводного човна U-437, на якому здійснив 4 походи (разом 161 день в морі), після чого був переданий в розпорядження 6-ї флотилії. З лютого 1943 року — інструктор зі стрільби в 26-й флотилії. В квітні 1945 року переданий в розпорядження командування K-Verbände. В травні був взятий в полон британськими військами.

## Звання
- Рекрут (1 квітня 1928)
- Оберматрос (1 квітня 1930)
- Боцмансмат (1 квітня 1932)
- Обербоцмансмат (1 квітня 1934)
- Фенріх-цур-зее (1 липня 1935)
- Оберфенріх-цур-зее (1 жовтня 1937)
- Лейтенант-цур-зее (1 січня 1938)
- Оберлейтенант-цур-зее (1 квітня 1939)
- Капітан-лейтенант (1 січня 1941)
- Корветтен-капітан (1 березня 1945)

## Нагороди
- Медаль «За вислугу років у Вермахті» 4-го класу (4 роки)
- Залізний хрест
  - 2-го класу (1940)
  - 1-го класу (15 серпня 1942)
- Нагрудний знак підводника (15 серпня 1942)